# Tivoliparken, Sundsvall

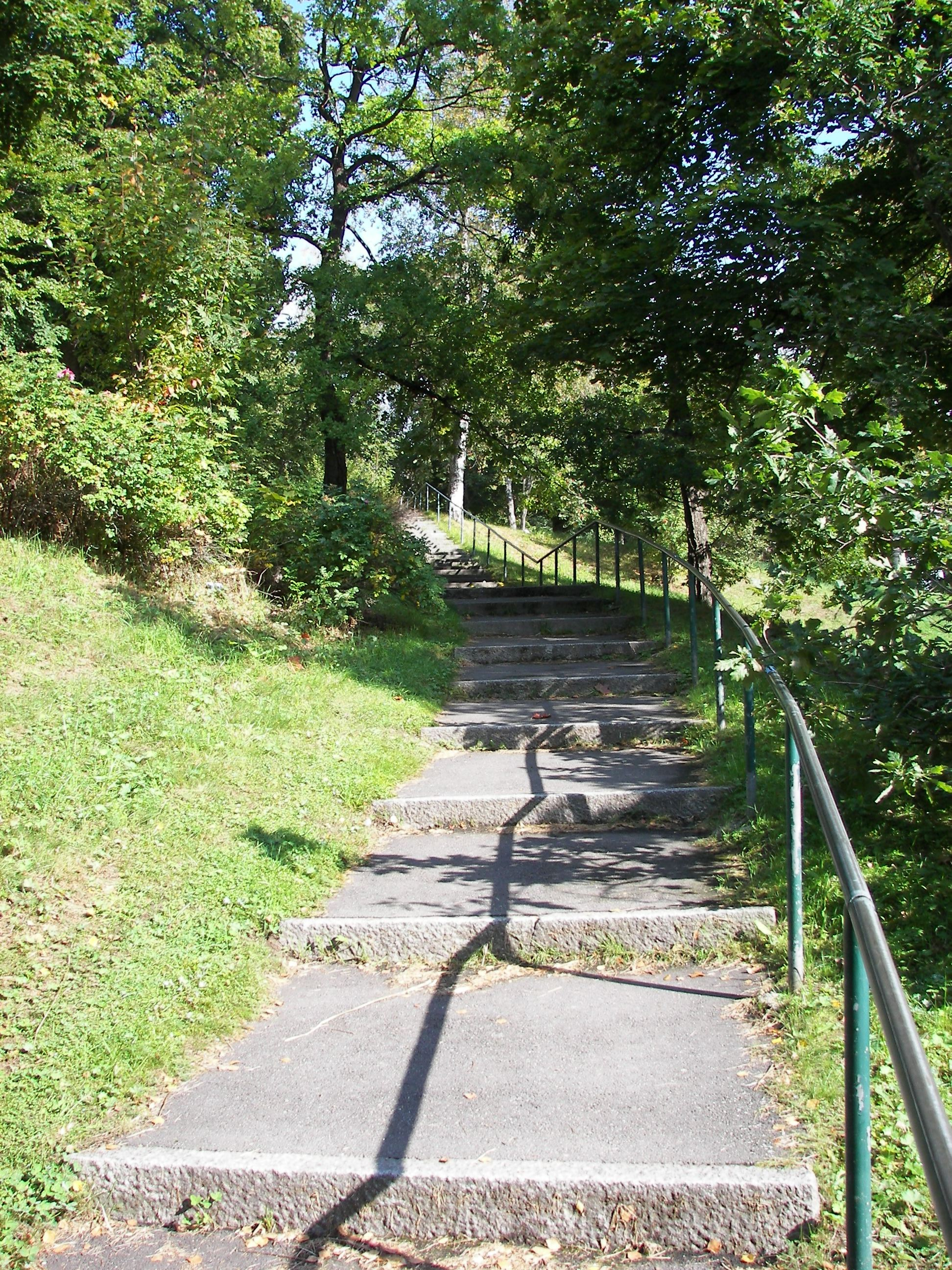
Trappor i den branta parkanläggningen.

Tivoliparken är en stadspark i den branta sluttningen på gränsen mellan Norrmalm och Norrliden i Sundsvall. Parken sträcker sig från Skönsbergsvägen upp till Baldersvägen och genomskärs av Tivolivägen, som delar in parken i en övre och en nedre del.

## Historia
Förr var den branta sluttningen ett område med inhägnade beteshagar. När staden i slutet av 1800-talet växte sökte sig löst folk i väntan på jobb till "Bushagen" för supande och sovande i buskarna.. När området omvandlades till park fick den namnet efter Knausts sommarrestaurang Tivoli, idag rivet och ersatt av landstingsägda Hälsocentralen Centrum.

## Konstverk i parken
I parken finns bronsskulpturen Mor och barn av Curt Thorsjö 1963.

## Trädvandring
I parken finns en trädvandring med information om svenska lövträd. Några av träden är:

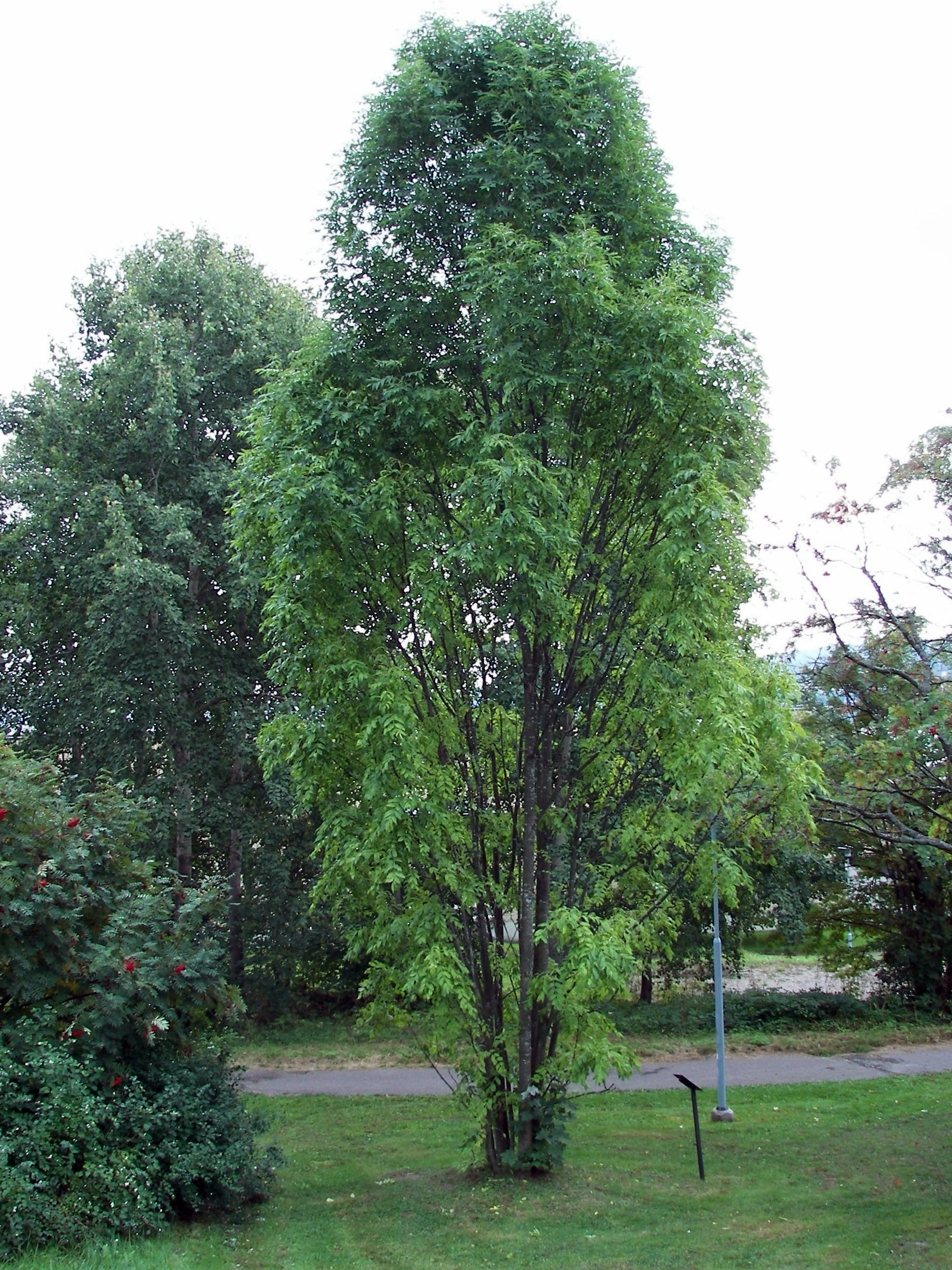
Ask
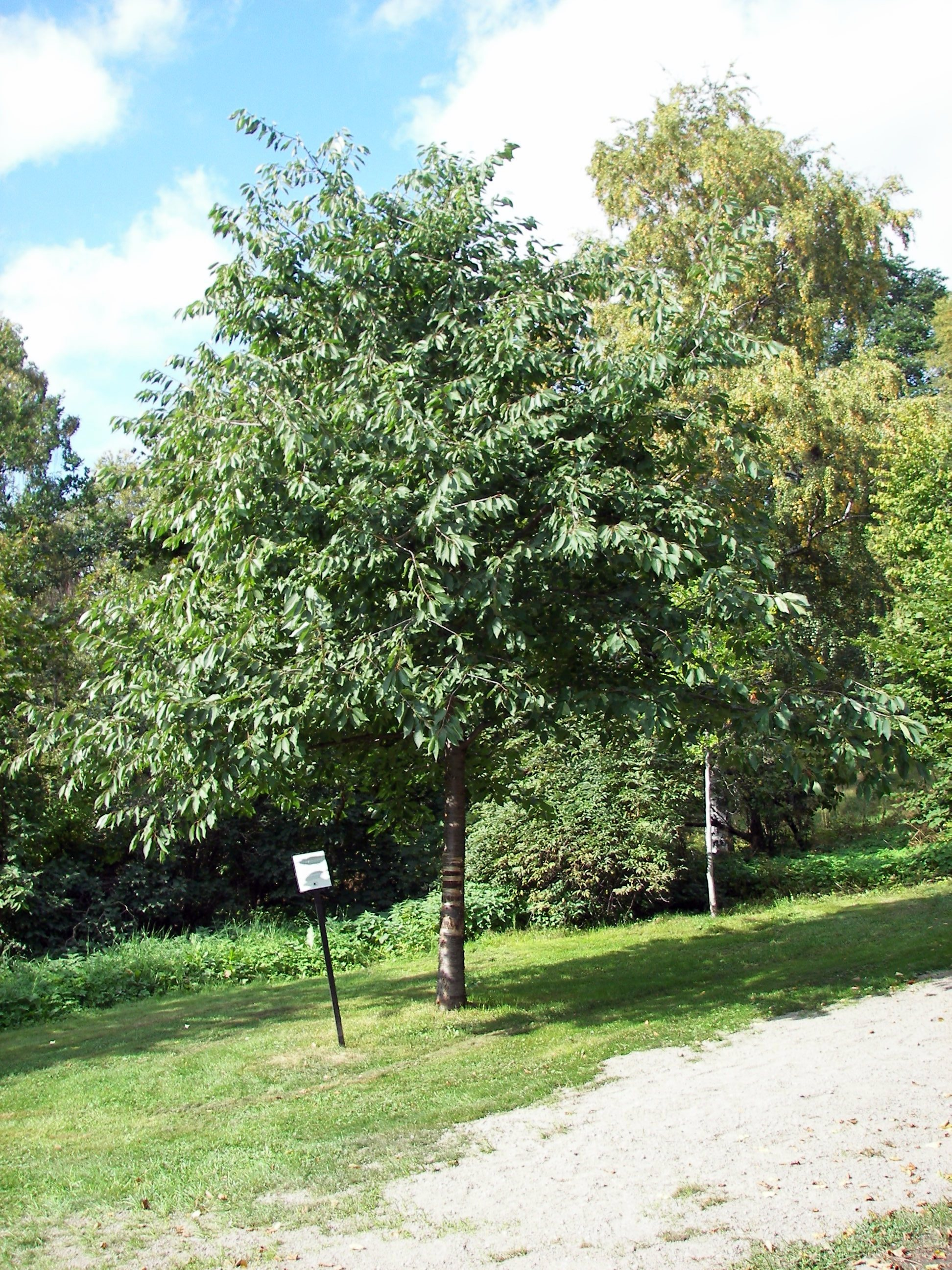
Fågelbär
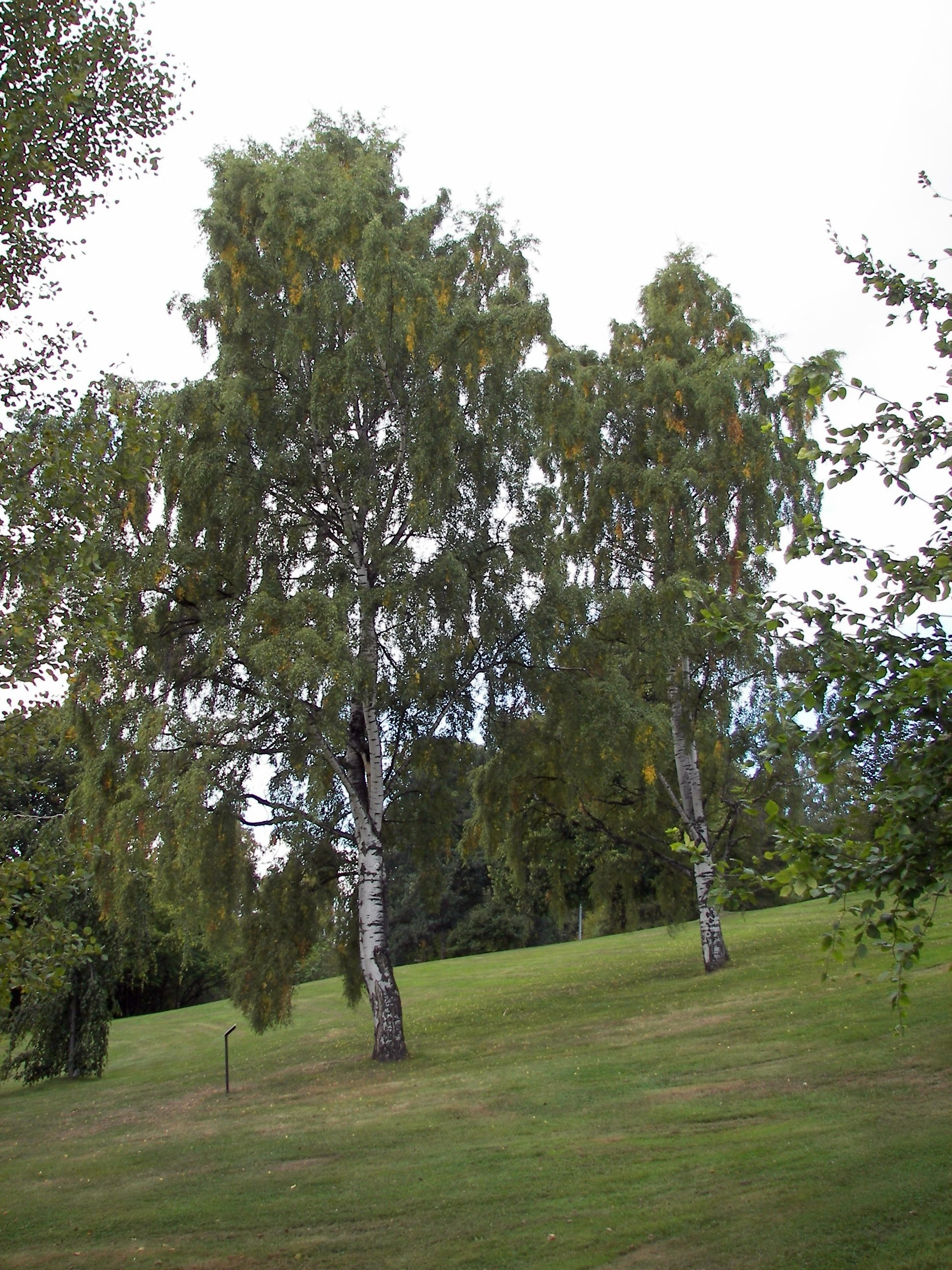
Ornäsbjörk
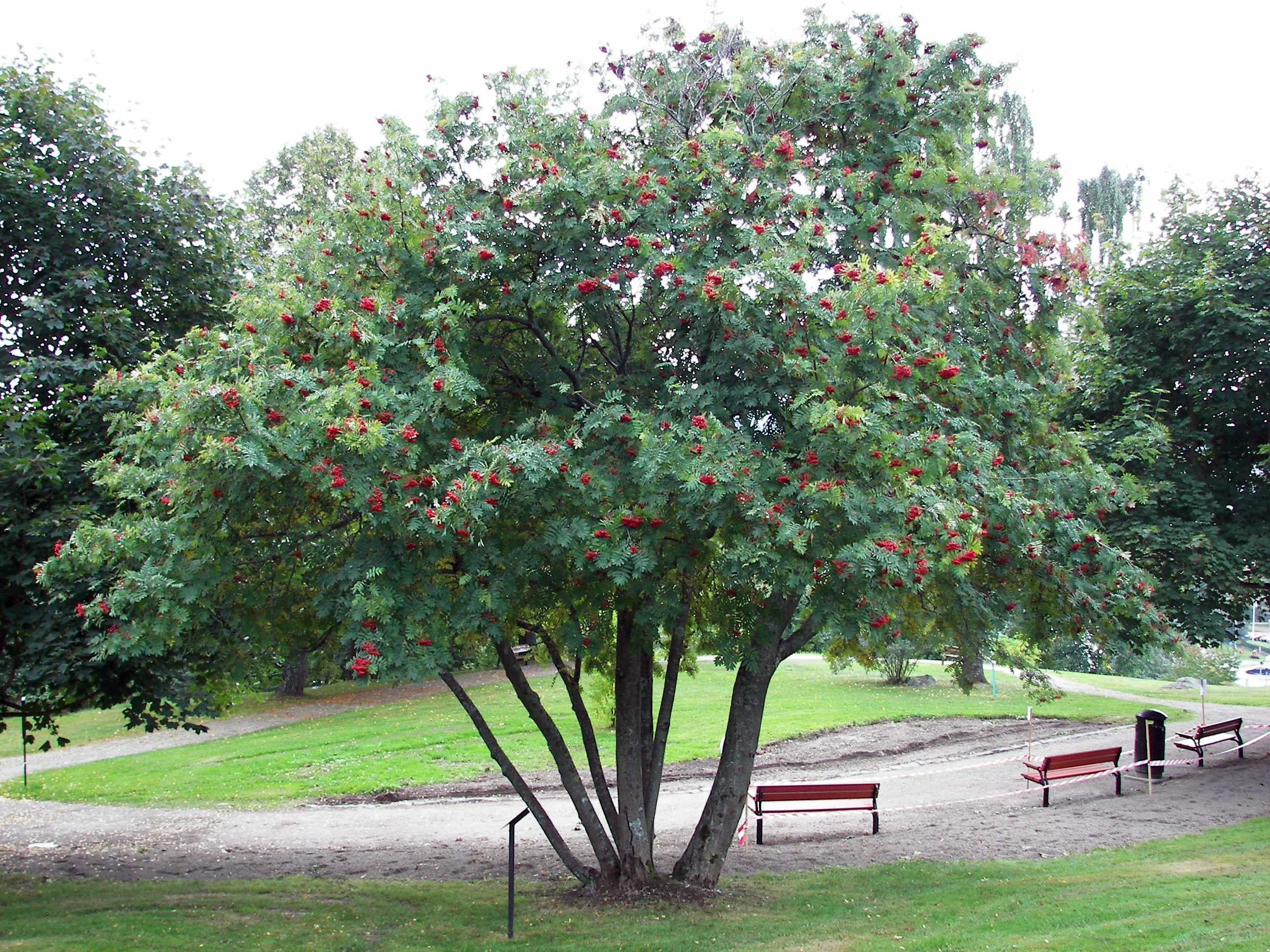
Rönn